# Lasioglossum macoupinense
Lasioglossum macoupinense là một loài Hymenoptera trong họ Halictidae. Loài này được Robertson mô tả khoa học năm 1895.